# TMF Awards (Nederland)
De TMF Awards waren jaarlijkse publieksprijzen van TMF voor muzikanten. Ze werden tussen 1996 en 2011 in totaal 15 maal uitgereikt. Het publiek bepaalde steeds de winnaar door te stemmen op genomineerden. De prijs bestond de eerste zeven jaren uit een toren-achtige constructie met bovenop een soort antenne. Daarna is twee jaar een ronde ster uitgereikt. In 2005, ter gelegenheid van de tiende editie, kregen de winnende artiesten eenmalig een zilverkleurige prijs met het thema 'blingbling' overhandigd. De laatste vijf edities, vanaf 2006, werd een beeldje uitgereikt dat illustrator Luuk Bode had ontworpen. Het stelde de Griekse god Pan voor.
De show rond de TMF Awards-uitreiking werd elk jaar groter. In 1996 vond de uitreiking nog plaats in de kantine van het TMF gebouw in Bussum, zonder publiek en in aanwezigheid van een enkele artiest. In 1997 was de eerste editie met publiek, in de Statenhal in Den Haag. Tussen 1998 tot en met 2005 vond de uitreiking acht keer plaats in Ahoy te Rotterdam. In die jaren verzorgden internationale artiesten als Destiny's Child, Janet Jackson, Robbie Williams en Kylie Minogue optredens. Kaarten waren vaak binnen een half uur uitverkocht.
In 2006 en 2007 vond de uitreiking plaats in de Heineken Music Hall te Amsterdam. In 2008 werd een jaar overgeslagen. In 2009 kwam het uitreikingsevenement terug naar Rotterdam, maar als festival bij de Erasmusbrug. In 2010 volgde opnieuw een festival, in het Volkspark te Enschede. In 2011 zou de editie aan de Javakade in Amsterdam de laatste blijken. In dat jaar werd TMF Nederland opgeheven en werden de TMF Awards vervangen door de Dutch MTV Awards.
Marco Borsato heeft vanaf het begin van de Nederlandse TMF Awards tot en met 2006 elk jaar één of meerdere prijzen gewonnen (19 in totaal, waarvan 11 keer als beste zanger). Daarna volgen Anouk (13), DJ Tiësto (11), Kane en de Backstreet Boys (elk 10).
Ook de Vlaamse TMF kende van 1999 tot 2010 zijn eigen TMF Awards.

## Presentatie
Bij de TMF Awards zijn alle VJ's aanwezig; zij nemen een deel van de presentatie op zich. Maar er is maar 1 VJ die echt de grote presentatie op zich heeft.
- Wessel van Diepen (1996-1997)
- Bridget Maasland (1998-2000)
- Erik de Zwart (2001)
- Tooske Breugem (2002)
- Jeroen Post (2003)
- Sylvie Meis (2004)
- Renate Verbaan (2005-2006)
- Nikkie Plessen (2007)
- Sascha Visser (2009)
- Veronica van Hoogdalem (2010-2011)
- Amir Charles (2011)

## TMF Awards per jaar
Bij de winnaars is telkens de eerstgenoemde de beste van Nederland op het genoemde gebied, de tweede is de beste internationaal.

### 1996

#### Winnaars
- Beste zanger: Marco Borsato, Michael Jackson
- Beste zangeres: Nance, Mariah Carey
- Beste popgroep: 2 Unlimited, Take That
- Beste nieuwkomer: Guus Meeuwis, Backstreet Boys
- Beste album: 2 Unlimited (met Hits Unlimited), Bon Jovi (met These Days)
- Beste single: Guus Meeuwis (met Het Is Een Nacht), Take That (met Back For Good)
- Beste dance-act: 2 Unlimited, Take That
- Beste rock: Van Dik Hout, Bon Jovi
- Beste videoclip: 2 Unlimited (met Do What's Good For Me), Michael Jackson (met Earth Song)
- Beste live-act: René Froger, Bon Jovi

### 1997

#### Winnaars
- Beste zanger: Marco Borsato, Michael Jackson
- Beste zangeres: Trijntje Oosterhuis, Toni Braxton
- Beste popgroep: Total Touch, Spice Girls
- Beste nieuwkomer: Nasty, 3T
- Beste album: Total Touch (met Total Touch), Backstreet Boys (met Backstreet Boys)
- Beste single: Marco Borsato (met De Waarheid), Backstreet Boys (met Quit Playing Games)
- Beste dance-act: Charly Lownoise & Mental Theo, Dune
- Beste rock: Van Dik Hout, No Doubt
- Beste videoclip: Nance (met Kiss It), Backstreet Boys (met Get Down)
- Beste live-act: Marco Borsato, Michael Jackson

### 1998

#### Winnaars
- Beste zanger: Marco Borsato, Robbie Williams
- Beste zangeres: Trijntje Oosterhuis, Janet Jackson
- Beste popgroep: Total Touch, Spice Girls
- Beste nieuwkomer: Anouk, Aqua
- Beste album: Marco Borsato (met De Waarheid), Backstreet Boys (met Backstreet's Back)
- Beste single: Anouk (met Nobody's Wife), Backstreet Boys (met As Long As You Love Me)
- Beste R&B: Arnhemsgewijs, Eternal
- Beste rap: Yukkie B, Will Smith
- Beste dance-act: T-Spoon, Wes
- Beste rock: Van Dik Hout, No Doubt
- Beste videoclip: Close II You (met Baby Don't Go), Aqua (met Barbie Girl)
- Beste live-act: De Kast, Backstreet Boys

### 1999

#### Winnaars
- Beste zanger: Marco Borsato, Bryan Adams
- Beste zangeres: Trijntje Oosterhuis, Janet Jackson
- Beste popgroep: Volumia!, Five
- Beste nieuwkomer: Ilse DeLange, Britney Spears
- Beste album: Volumia! (met Volumia!), Five (met Five)
- Beste single: Volumia! (met Hou Me Vast), Five (met Everybody Get Up)
- Beste R&B: Roméo, Brandy & Monica
- Beste rap: Postmen, Will Smith
- Beste dance-act: Vengaboys, Sash!
- Beste rock: Van Dik Hout, Skunk Anansie
- Beste videoclip: Anouk (met Sacrifice),  The Cardigans (met My Favourite Game)
- Beste live-act: De Kast, Backstreet Boys

### 2000

#### Winnaars
- Beste zanger: Marco Borsato, Ronan Keating
- Beste zangeres: Anouk, Britney Spears
- Beste popgroep: Volumia!, Five
- Beste nieuwkomer: Abel, Christina Aguilera
- Beste album: Marco Borsato (met Luid en duidelijk), Five (met Invincible)
- Beste single: Anouk (met R U Kiddin' me), Ronan Keating (met When You Say Nothing At All)
- Beste R&B: Roméo, Destiny's Child
- Beste rap: Def Rhymz, Will Smith
- Beste dance-act: Vengaboys, Phats & Small
- Beste rock: Kane, Live
- Beste videoclip: Anouk (met The Dark), Live (met The Dolphin's Cry)
- Beste live-act: Anouk, Backstreet Boys
- All time achievement: André Hazes

### 2001

#### Winnaars
- Beste zanger: Marco Borsato, Robbie Williams
- Beste zangeres: Anouk, Jennifer Lopez
- Beste popgroep: BLØF, Backstreet Boys
- Beste nieuwkomer: Judith, Anastacia
- Beste album: Krezip (met Nothing Less), Eminem (met Marshall Mathers)
- Beste single: Krezip (met I Would Stay), Destiny's Child (met Independent Women Part I)
- Beste R&B: Re-Play, Destiny's Child
- Beste rap: Def Rhymz, Eminem
- Beste dance-act: Alice Deejay, Milk Inc.
- Beste rock: Kane, Bon Jovi
- Beste videoclip: Kane (met Can You Handle Me), Robbie Williams (met Rock DJ)
- Beste live-act: Kane, Robbie Williams
- Lifetime achievement: Janet Jackson

### 2002

#### Winnaars
- Beste zanger: Marco Borsato, Robbie Williams
- Beste zangeres: Sita, Anastacia
- Beste popgroep: K-otic, Westlife
- Beste nieuwkomer: Within Temptation, Shakira
- Beste album: Kane (met So Glad You Made It), Destiny's Child (met Survivor)
- Beste single: Sita (met Happy) , Kylie Minogue (met Can't Get You Out of My Head)
- Beste dj: DJ Tiësto, Mauro Picotto
- Beste R&B: Re-Play, Destiny's Child
- Beste rap: Brainpower, Ja Rule
- Beste dance-act: DJ Tiësto, Gigi d'Agostino
- Beste rock: Kane, Linkin Park
- Beste videoclip: Sita (met Happy), Christina Aguilera Lil' Kim P!nk Mýa (met Lady Marmalade)
- Beste website: Kane
- Lifetime achievement: Herman Brood
- Beste live-act: Backstreet Boys

### 2003

#### Winnaars
- Beste zanger: Marco Borsato, Robbie Williams
- Beste zangeres: Anouk, Christina Aguilera
- Beste popgroep: Krezip, Westlife
- Beste nieuwkomer: Do, Blue
- Beste dj: DJ Tiësto, Roger Sanchez
- Beste R&B: Gordon & Re-Play, Kelly Rowland
- Beste rap: Brainpower, Eminem
- Beste dance-act: DJ Tiësto, Jan Wayne
- Beste rock: DI-RECT, Avril Lavigne
- Beste videoclip: DI-RECT (met Adrenaline), Robbie Williams (met Feel)
- Beste website: Sugababes
- Lifetime achievement: Marco Borsato

#### Line-up
- DJ Tiësto
- Robbie Williams
- Ricky Martin
- Skin
- Gareth Gates
- Raymzter
- Craig David
- DI-RECT
- Krezip
- Jamai
- Kane
- Blue
- Westlife & Do
- Do
- Anouk
- Brainpower
- Atomic Kitten
- Sugababes
- Girls Aloud
- Daniel Bedingfield
- Big Brovaz
- Kylie Minogue
- Marco Borsato

### 2004

#### Winnaars
- Beste zanger: Marco Borsato, Robbie Williams
- Beste zangeres: Do, Christina Aguilera
- Beste popgroep: Krezip, Sugababes
- Beste nieuwkomer: Jim, Hilary Duff
- Beste dj: DJ Tiësto, Paul van Dyk
- Beste urban (voorheen beste R&B en beste rap): Brainpower, The Black Eyed Peas
- Beste dance: DJ Tiësto, Special D
- Beste rock: Kane, The Rasmus
- Beste videoclip: DI-RECT (met Rollercoaster), Kylie Minogue (met Slow)
- Radio 538 best single: Sugababes (met Hole In The Head)

### 2005

#### Winnaars
- Beste zanger: Marco Borsato, Usher
- Beste zangeres: Anouk, Anastacia
- Beste popgroep: DI-RECT, Destiny's Child
- Beste nieuwkomer: Ali B, Natasha Bedingfield
- Beste urban (voorheen beste R&B en beste rap): Lange Frans & Baas B, Alicia Keys
- Beste dance: DJ Tiësto, Special D
- Beste rock: Within Temptation, Good Charlotte
- Beste videoclip: Lange Frans & Baas B (met Zinloos), Faithless (met I Want More)
- Radio 538 best single: DJ Tiësto (met Love Comes Again)
- Artist of the decade: Marco Borsato
- Beste UK act: Girls Aloud

### 2008
Omdat TMF het concept van de TMF Awards wilde veranderen, was er in 2008 geen TMF Awards-uitreiking. TMF liet weten dat de hele opzet werd veranderd, dat zou betekenen een andere "hoe" en een andere "waar".

### 2009
Zoals in 2008 al was aangekondigd, had de TMF Awards een nieuwe opzet. De grootste awards-show van Nederland was uitgebreid tot een festival. Het festival zal sindsdien eens per jaar plaatsvinden en TMF probeert het festival de komende jaren op verschillende locaties te houden. De uitreiking van de TMF Awards 2009 werd op 4 juli gehouden onder de Erasmusbrug in Rotterdam. Het festival duurde van 17.00 tot 23.00 uur.

#### Winnaars
Dit overzicht is mogelijk incompleet; u kunt helpen door het uit te breiden.
- TMF Borsato Award: Dio
- Beste Vrouwelijke Artiest: Esmée Denters
- Beste Mannelijke Artiest:
- Superchart Award: Esmée Denters
- Beste Video: Dio voor Aye (met Sef)
- Best Live Act: Ilse DeLange
- TMF Pure Award: Yes-R
- Best Dance: Chuckie

#### Line-up
Main Stage:
- Armin van Buuren
- Esmée Denters
- Alain Clark
- VanVelzen
- The Black Eyed Peas
- Agnes Carlsson
- Lisa Lois (Winnares X Factor 2)
- Chuckie
- N.E.R.D

Dance Stage:
- EliZe
- Hardwell
- Vato Gonzalez
- Sunnery James & Ryan Marciano
- DJ Patrick
- Quintino
- Sidney Samson
- Amir Charles

Pure Stage:
- Dio & Friends
- Darryl & Sjaak
- Kempi
- Winne
- TheFringe
- Jayh
- The Flexican
- Fakkelbrigade

### 2010
De uitreiking van de TMF Awards 2010 was op 26 juni in het Volkspark in Enschede.

#### Line-up
Main Stage:
- 30 Seconds to Mars
- Stromae
- Kane
- Nick & Simon
- The Opposites, Dio & Flinke Namen
- DI-RECT

Superchart Stage:
- Gabriella Cilmi
- Waylon
- Destine
- Valerius
- Diggy Dex
- Stereo

Dance Stage:
- Sidney Samson
- The Partysquad
- Sunnery James & Ryan Marciano
- Quintino ft. Mitch Crown
- Billy the Klit
- Gregor Salto
- Marc Vano & MC Sherlock

#### Genomineerden en winnaars
| TMF Marco Award | Beste Live Act | Beste man | Beste vrouw   | TMF Pure Award | TMF Dance Award  |
| --------------- | -------------- | --------- | ------------- | -------------- | ---------------- |
| Diggy Dex       | DI-RECT        | Chuckie   | Anouk         | Dio            | Armin van Buuren |
| Destine         | Kane           | Dio       | Caro Emerald  | The Opposites  | Chuckie          |
| Waylon          | The Opposites  | Jan Smit  | Esmée Denters | Winne          | Sidney Samson    |
| Lisa Lois       | Waylon         | Waylon    | Ilse DeLange  | Yes-R          | Tiësto           |

Groen = winnaar

### 2011
De uitreiking van de TMF Awards 2011 was op 12 juni op de Javakade in Amsterdam.

#### Winnaars
- Beste Live Act: Ben Saunders
- Beste Man: Ben Saunders
- TMF Borsato Award: Ben Saunders
- Beste Vrouw: Caro Emerald
- Pure Award: Keizer
- Dance Award: Chuckie
- Beste Video: The Partysquad voor Ik ga hard (met Adje, Gers, Jayh en Reverse
- Superchart Award: Tiësto en C'mon

#### Line-up
Dit overzicht is mogelijk incompleet; u kunt helpen door het uit te breiden.
O.a. De Jeugd van Tegenwoordig, Ben Saunders, Chuckie, Kane, Rochelle, Go Back to the Zoo, The Partysquad ft. The Opposites.